# رباط الأحكل (يريم)

تعديل مصدري - تعديل

رباط الأحكل هي إحدى قرى عزلة ارياب بمديرية يريم التابعة لمحافظة إب، بلغ تعداد سكانها 829 نسمة حسب تعداد اليمن لعام 2004.